# Internetzugang über Satellit
Für satellitengestützten Internetzugang werden häufig geostationäre Satelliten verwendet, jedoch kommen auch Satelliten-Konstellationen in niedrigen oder mittleren Erdumlaufbahnen (LEO oder MEO) zum Einsatz. Mit OneWeb und Starlink sind seit 2019 zwei Großkonstellationen von mehreren hundert beziehungsweise tausend Satelliten im Aufbau.

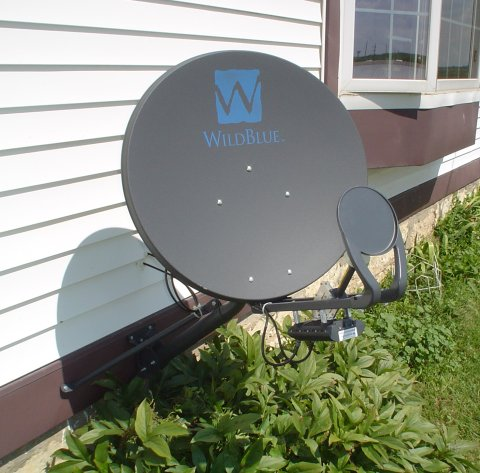
Satellitenanlage für Internetzugang

## Technische Funktionsweise

Wie Satelliteninternet funktioniert.

Internet über Satellit basiert im Allgemeinen auf drei Hauptkomponenten: Satelliten, die sich früher hauptsächlich im geostationärem Orbit (oder GEO) befanden, nun aber zunehmend in niedrigen Erdorbits (LEO) oder mittleren Erdorbits (MEO) platziert werden, mehreren Bodenstationen, bekannt als Gateways, die Internetdaten über Radiowellen (Mikrowellen) vom und zum Satelliten weiterleiten, und weiteren Bodenstationen, die jeden Abonnenten mit einer Antenne und Transceiver bedienen. Weitere Komponenten eines Satelliteninternetsystems umfassen ein Modem auf der Seite des Benutzers, das das Netzwerk des Benutzers mit dem Transceiver verbindet, und ein zentrales Network Operations Center (NOC) zur Überwachung des gesamten Systems. Zusammen mit einem Breitband-Gateway betreibt der Satellit eine Sternnetzwerk-Topologie, bei der alle Netzwerkkommunikation über den Hub-Prozessor des Netzwerks verläuft, der im Zentrum des Sterns steht. Mit dieser Konfiguration ist die Anzahl der Bodenstationen, die mit dem Hub verbunden werden können, praktisch unbegrenzt.
Grundsätzlich muss zwischen zwei Arten der Satellitenverbindung unterschieden werden.

### 2-Wege-Satellitenverbindung

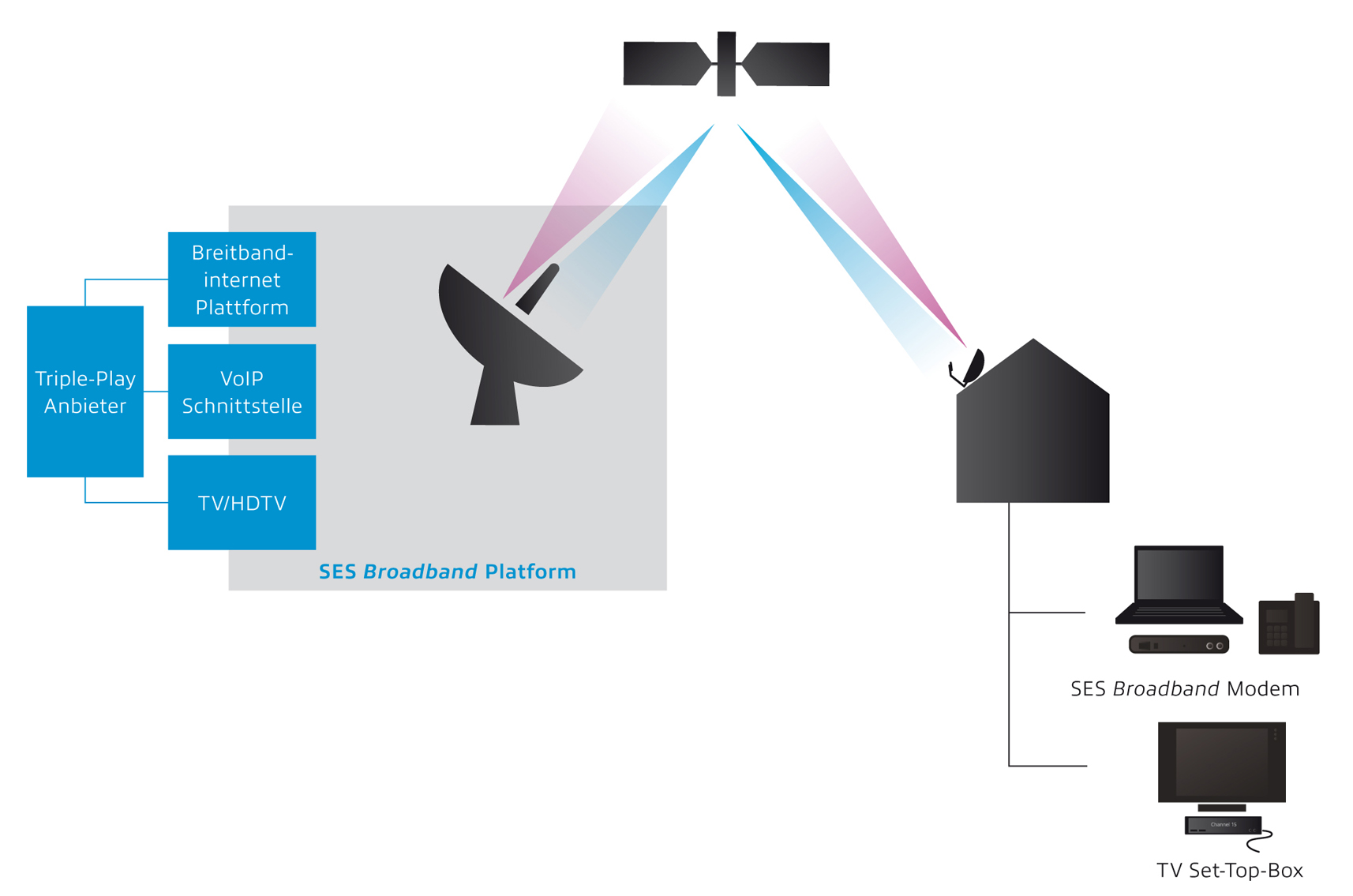
2-Wege Satelliteninternet

Bei dieser Form der Verbindung werden der Hin- und Rückkanal (Down- und Upstream) über einen Satelliten hergestellt (seit 2013).
Im Downstream stehen je nach Anbieter Übertragungsraten zwischen 64 kbit/s und 150 Mbit/s bereit, in gesondert auszuhandelnden Einzelfällen auch abweichende Übertragungsraten. Die Übertragungsrate des Upstream liegt je nach Zielgruppe (Endverbraucher und professionelle Nutzer) zwischen 64 kbit/s und 20 Mbit/s. Technisch sind jedoch wesentlich höhere Übertragungsraten möglich. So meldete das belgische Satellitentechnologieunternehmen Newtec Mitte Juni 2012, dass es über einen 72-MHz-Transponder auf einem Eutelsat-Satelliten Geschwindigkeiten von über 500 Mbit/s erreichte.

### 1-Weg-Satellitenverbindung

1-Weg-Satellitenverbindung

Eine vor mehr als 25 Jahren erstmals eingesetzte asymmetrische Verbindung, bei der nur der Downstream über einen Satelliten geführt wurde, der Upstream aber über terrestrische Verbindungen lief. Diese technische Lösung wurde bis ca. 2013 in Europa noch von einigen zehntausend Nutzern eingesetzt. Im Downstream standen dem Benutzer seinerzeit je nach Anbieter Übertragungsraten zwischen 256 kbit/s und 36000 kbit/s bereit. Der Empfang der Satellitensignale kann auch mittels handelsüblicher DVB-S-Karte erfolgen, sofern diese Modulation unterstützt und eine kompatible Software zur Verfügung steht.
Die Datenübertragungsrate des Rückkanals richtete sich nach der eingesetzten Technik. Meist wurden Modem-Verbindungen über POTS oder ISDN-Verbindungen eingesetzt, was bis zu 128 kbit/s Upstreamrate bereitstellte. Für mobile Anwendungen konnten auch GPRS-, UMTS- oder GSM-Verbindungen für den Rückkanal genutzt werden.
Bei Verbindungen mit terrestrischem Rückkanal wurde dieser bei einigen Anbietern parallel zum Satellitenlink für die Datenübertragung in Downstream-Richtung verwendet. Ist dieser Rückkanal ausgelastet, fließen die weiteren Pakete über die für den Anbieter teurere Satellitenübertragungsstrecke. Im Umkehrschluss heißt das: Wenn die terrestrische Leitung nicht voll ausgelastet wird – z. B. auf Grund eines langsamen Internet-Servers – treffen alle Daten terrestrisch ein. Bei Anbietern, die diese Technik nicht einsetzten, lief der eigentliche Download ausschließlich über Satellit.

### Satellit
Als Zentrum der neuen Breitband-Satellitennetzwerke werden eine neue Generation von leistungsstarken GEO-Satelliten vermarktet, die 35.786 Kilometer (22,236 mi) über dem Äquator positioniert sind und im Ka-Band (18,3–30 GHz) Modus betrieben werden. Diese speziell gebauten Satelliten sind für Breitbandanwendungen konzipiert und optimiert, mit vielen schmalen Spot-Beams, die ein viel kleineres Gebiet abdecken als die breiten Beams, die von früheren Kommunikationssatelliten verwendet wurden. Diese Spot-Beam-Technologie ermöglicht es Satelliten, zugewiesene Bandbreiten mehrfach zu nutzen, was ihnen eine wesentlich höhere Gesamtkapazität als konventionellen Breitstrahl-Satelliten ermöglicht. Die Spot-Beams können auch die Leistung und folglich die Kapazität erhöhen, indem sie mehr Leistung und erhöhte Empfängerempfindlichkeit in definierte konzentrierte Bereiche fokussieren. Spot-Beams werden als einer von zwei Typen bezeichnet: Abonnenten-Spot-Beams, die Daten zum und vom Terminal auf der Abonnentenseite übertragen, und Gateway-Spot-Beams, die Daten zu/von einer Bodenstation des Dienstanbieters übertragen. Zu beachten ist, dass das Verlassen des engen Footprints eines Spotbeams die Leistung erheblich beeinträchtigen kann. Außerdem können Spotbeams die Nutzung anderer bedeutender neuer Technologien unmöglich machen, einschließlich der 'Carrier-in-Carrier'-Modulation.
In Verbindung mit der Spot-Beam-Technologie des Satelliten wird traditionell eine bent-pipe-Architektur im Netzwerk eingesetzt, bei der der Satellit als Brücke im Weltraum fungiert, die zwei Kommunikationspunkte am Boden verbindet. Der Begriff "bent pipe" wird verwendet, um den Verlauf des Datenpfads zwischen den sendenden und empfangenden Antennen zu beschreiben, wobei der Satellit am Punkt der Biegung positioniert ist. Einfach ausgedrückt, besteht die Rolle des Satelliten in dieser Netzwerkanordnung darin, Signale vom Endbenutzer-Terminal zu den Gateways des ISP und wieder zurück zu übertragen, ohne das Signal im Satelliten zu verarbeiten. Der Satellit empfängt, verstärkt und leitet ein Trägersignal auf einer bestimmten Radiofrequenz durch einen Signalpfad, der als Transponder bezeichnet wird.
Einige Satellitenkonstellationen in LEO, wie Starlink und die vorgeschlagene Telesat-Konstellation, werden mit Geräten für die Laserkommunikation im Weltraum für hochdurchsatzfähige optische Inter-Satelliten-Links ausgestattet. Die miteinander verbundenen Satelliten ermöglichen die direkte Weiterleitung von Benutzerdaten von Satellit zu Satellit und schaffen effektiv ein weltraumgestütztes optisches Maschennetzwerk, das eine nahtlose Netzwerkverwaltung und Kontinuität des Dienstes ermöglicht.
Der Satellit verfügt über seine eigene Antennenausstattung, um Kommunikationssignale von der Erde zu empfangen und an ihren Zielort zu senden. Diese Antennen und Transponder sind Teil der "Nutzlast" des Satelliten, die darauf ausgelegt ist, Signale von verschiedenen Orten auf der Erde zu empfangen und zu übertragen. Was die Übertragung und den Empfang in den Nutzlast-Transpondern ermöglicht, ist ein Wiederholersubsystem (RF (Radiofrequenz)-Ausrüstung), das verwendet wird, um Frequenzen zu ändern, zu filtern, zu trennen, zu verstärken und Signale zu gruppieren, bevor sie zu ihrer Bestimmungsadresse auf der Erde geleitet werden. Die hochverstärkende Empfangsantenne des Satelliten leitet die übertragenen Daten an den Transponder weiter, der sie filtert, umwandelt und verstärkt, um sie dann auf die sendende Antenne an Bord umzuleiten. Das Signal wird dann über einen Kanal, der als Träger bezeichnet wird, zu einem bestimmten Standort am Boden geroutet. Neben der Nutzlast ist die andere Hauptkomponente eines Kommunikationssatelliten der sogenannte Bus, der alle Ausrüstungen umfasst, die erforderlich sind, um den Satelliten in Position zu bringen, Energie zu liefern, die Temperaturen der Ausrüstung zu regeln, Gesundheits- und Trackinginformationen bereitzustellen und zahlreiche andere betriebliche Aufgaben auszuführen.

### Gateways
Zusammen mit dramatischen Fortschritten in der Satellitentechnologie im vergangenen Jahrzehnt hat sich auch die Bodenausrüstung entsprechend weiterentwickelt. Höheren Integrationsgrade und zunehmende Rechenleistung, erweitert sowohl Kapazitäts- als auch Leistungsgrenzen.
Das Gateway – oder vollständig Gateway-Erdstation genannt – wird auch als Bodenstation, Teleport oder Hub bezeichnet. Der Begriff kann sich entweder ausschließlich auf den Antennenschüsselteil oder auf das gesamte System mit allen zugehörigen Komponenten beziehen.
Das Gateway empfängt Radiowellensignale vom Satelliten auf der letzten Etappe der Rückkehr- oder Upstream-Nutzlast die vom Standort des Endbenutzers ausgeht. Das Satellitenmodem am Gateway-Standort demoduliert das eingehende Signal von der Außenantenne in IP-Pakete und sendet die Pakete an das lokale Netzwerk. Zugangsserver/Gateways verwalten den zum/vom Internet transportierten Verkehr. Nachdem die ursprüngliche Anfrage von den Servern des Gateways bearbeitet, an das Internet gesendet und zurückgegeben wurde, werden die angeforderten Informationen als Vorwärts- oder Downstream-Nutzlast zum Endbenutzer über den Satelliten zurückgesendet, der das Signal zum Abonnententerminal lenkt. Jedes Gateway bietet die Verbindung zum Internet-Backbone für die von ihm bedienten Gateway-Strahlen.
Im kontinentalen Teil der Vereinigten Staaten, da es nördlich des Äquators liegt, müssen alle Gateway- und Abonnentenschüsselantennen eine ungehinderte Sicht auf den südlichen Himmel haben. Aufgrund der geostationären Umlaufbahn des Satelliten kann die Gateway-Antenne auf eine feste Position ausgerichtet bleiben.

### Antennenschüssel und Modem
Für den Zugang zum Breitband-Satellitennetzwerk muss der Kunde zusätzliche physische Komponenten installieren:

#### Außeneinheit (ODU)
Am äußeren Ende der Außeneinheit befindet sich typischerweise eine kleine (2–3 Fuß, 60–90 cm Durchmesser), reflektierende, schüsselartige Radioantenne. Die VSAT-Antenne muss auch eine ungehinderte Sicht auf den Himmel haben, um eine korrekte Sichtlinie (L-O-S) zum Satelliten zu ermöglichen.
Es gibt vier physische Charakteristikeinstellungen, die verwendet werden, um sicherzustellen, dass die Antenne korrekt auf den Satelliten ausgerichtet ist, nämlich: Azimut, Elevation, Polarisation und Skew. Die Kombination dieser Einstellungen gibt der Außeneinheit eine L-O-S zum gewählten Satelliten und ermöglicht die Datenübertragung. Diese Parameter werden in der Regel zum Zeitpunkt der Installation der Ausrüstung eingestellt, zusammen mit einer Beam-Zuweisung (nur Ka-Band); diese Schritte müssen alle vor der eigentlichen Aktivierung des Dienstes erfolgen.
Die Sender- und Empfangskomponenten werden typischerweise am Brennpunkt der Antenne montiert, die Daten vom/zum Satelliten empfängt/sendet. Die Hauptteile sind:
- Feed – Diese Montage ist Teil der VSAT-Empfangs- und Sendekette, die aus mehreren Komponenten mit unterschiedlichen Funktionen besteht, einschließlich des Feedhorns an der Vorderseite der Einheit, das wie ein Trichter aussieht und die Aufgabe hat, die Satellitenmikrowellensignale über die Oberfläche des Schüsselreflektors zu fokussieren. Das Feedhorn empfängt Signale, die von der Oberfläche der Schüssel reflektiert werden, und sendet ausgehende Signale zurück zum Satelliten.
- Aufwärtswandler (BUC) – Diese Einheit sitzt hinter dem Feedhorn und kann Teil der gleichen Einheit sein, aber ein größerer (höherer Wattzahl) BUC könnte ein separates Stück sein, das an der Basis der Antenne angebracht ist. Seine Aufgabe ist es, das Signal vom Modem in eine höhere Frequenz zu konvertieren und zu verstärken, bevor es von der Schüssel reflektiert wird und in Richtung Satellit geht.
- Rauscharmer Signalumsetzer (LNB) – Dies ist das empfangende Element des Terminals. Die Aufgabe des LNB ist es, das empfangene Satellitenradiosignal, das von der Schüssel abprallt, zu verstärken und den Lärm herauszufiltern, also jedes Signal, das keine gültigen Informationen trägt. Der LNB leitet das verstärkte, gefilterte Signal an das Satellitenmodem am Standort des Benutzers weiter.

#### Inneneinheit (IDU)
Das Satellitenmodem dient als Schnittstelle zwischen der Außeneinheit und der vom Kunden bereitgestellten Ausrüstung (z. B. PC, Router) und steuert die Satellitenübertragung und -empfang. Vom sendenden Gerät (Computer, Router usw.) erhält es einen Eingangsbitstrom und konvertiert oder moduliert diesen in Radiowellen, umkehrt diesen Vorgang für eingehende Übertragungen, was als Demodulation bezeichnet wird. Es bietet zwei Arten von Konnektivität:
- Koaxialkabel (COAX) Konnektivität zur Satellitenantenne. Das Kabel, das elektromagnetische Satellitensignale zwischen dem Modem und der Antenne trägt, ist in der Regel auf nicht mehr als 150 Fuß Länge begrenzt.
- Ethernet-Konnektivität zum Computer, der die Datenpakete des Kunden zu und von den Internetinhalts-Servern trägt.

Verbraucherklasse-Satellitenmodems verwenden in der Regel entweder den DOCSIS- oder WiMAX-Telekommunikationsstandard, um mit dem zugewiesenen Gateway zu kommunizieren.

## Vorteile

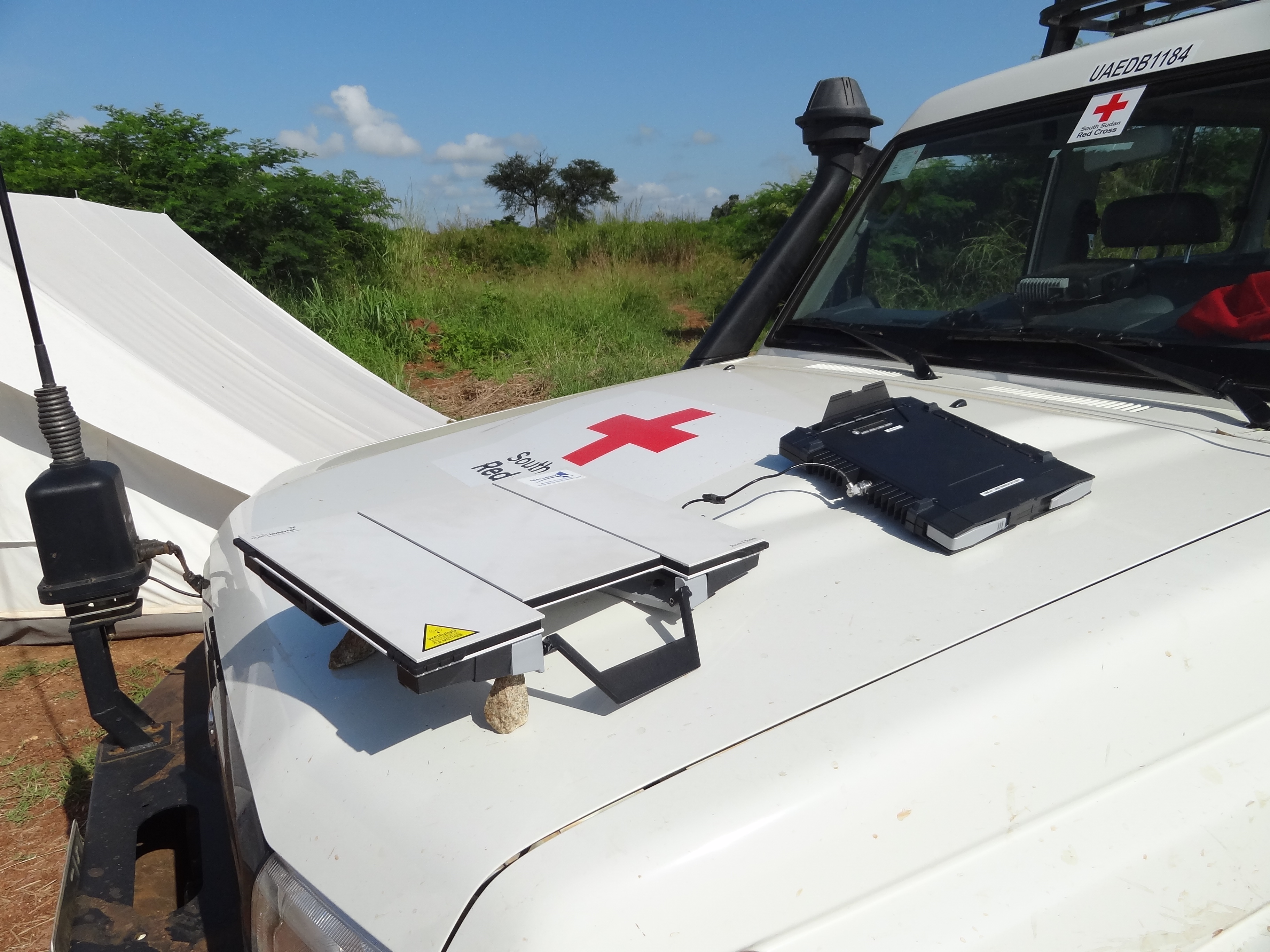
Satelliteninternetmodem und -antenne im Einsatz beim Roten Kreuz im Südsudan.

Der Vorteil der Satellitenverbindungen liegt in der Kombination der relativ großen Bandbreite und ihrer breiten Verfügbarkeit, die weitgehend ortsungebunden ist.
Vorteil der reinen Satellitenverbindung ist, dass sie hierbei völlig unabhängig von terrestrischen Daten- oder Telefonleitungen verfügbar ist und kein fester Standort benötigt wird. Sie steht somit auch für Schiffe und Flugzeuge zur Verfügung. Der Nutzer muss sich lediglich im Ausstrahlungsbereich eines geeigneten Satelliten befinden bzw. sich darin bewegen.
Ein weiterer Vorteil liegt darin, dass die bestehende Internetverbindung auch zum Telefonieren mittels IP-Telefonie genutzt werden kann. Das macht einen konventionellen Telefonanschluss überflüssig.
Manche Satellitenkonstellationen in niedrigen Umlaufbahnen bieten zudem niedrigere Signallaufzeiten als kabelgebundene Datenübertragung, da elektromagnetische Wellen sich in der Luft und im Weltall schneller ausbreiten.

## Nachteile und Probleme

### Latenzzeit und Slow Start bei geostationären Satelliten
Durch die großen Entfernungen und trotz der Lichtgeschwindigkeit von etwa 300.000 km/s ergeben sich mit geostationären Satelliten von der Erdstation zum Satelliten und zurück zum Dienstnehmer Signallaufzeiten von mindestens 239 ms. Bei bidirektionaler Kommunikation über den Satelliten muss für den Hinweg von Anfragen und den Rückweg einer Antwort diese Strecke zweimal überwunden werden. Zusammen mit anderen Verzögerungsfaktoren ergeben sich Latenzen zwischen 500 und 700 ms, was vergleichsweise deutlich schlechter ist als z. B. die bei Modemeinwahl üblichen Latenzen von 150–200 ms. DSL-Latenzen liegen größenordnungsmäßig unter 20 ms. Internetdienste, die den Satelliten für Hin- und Rückweg nutzen, eignen sich daher nicht für Videotelefonie und -spiele oder andere Anwendungen, bei denen hohe Latenzzeiten mit starken Einschränkungen verbunden sind.
Das Transmission Control Protocol (TCP) ist nicht für diese hohen Latenzzeiten ausgelegt. Die durch diese Laufzeiten entstehende Round Trip Time (RTT) führt dazu, dass eine TCP-Verbindung nach dem sogenannten Slow Start die Datenübertragungsrate nicht wesentlich erhöht und so auch bei hoher theoretischer Datenübertragungsrate unter ungünstigen Bedingungen nur einige 10 kbit/s übertragen werden könnten. Dieses Problem kann durch den Einsatz von Performance Enhancement Proxy umgangen werden.
Weiters können Datenkompression und HTTP-Pre-Fetching verwendet werden, um die Performance zu steigern.

### Transparenz vs. Übertragungsrate
Den Anforderungen nach möglichst effektiver Nutzung der theoretisch zur Verfügung stehenden Datenübertragungsraten und möglichst großer Applikationstransparenz kann meist nicht gleichzeitig entsprochen werden. Die effektivste Datenübertragungsratennutzung bietet beim Ein-Wege-Dienst die Client/Servervariante. Sie leitet die Verbindung vor und hinter der Satellitenverbindung über einen Proxyserver (Client- und Remote-Proxy).
Um applikationstransparent zu bleiben, wird beim Ein-Wege-Dienst in der Regel eine Tunnelvariante (VPN/PPTP) angeboten.

### Datenratenbeschränkung
Ähnlich wie bei der Internetnutzung über Mobilfunk gibt es bei den meisten Anbietern von Satelliten-Internet-Zugängen ebenfalls eine Fair Use Policy, die zur Drosselung der tatsächlich verfügbaren Datenrate führen kann.

#### Geostationäre Umlaufbahnen
Eine geostationäre Umlaufbahn (oder geostationäre Erdumlaufbahn/GEO) ist eine geosynchrone Umlaufbahn direkt über dem Äquator der Erde (0° Breite), mit einer Periode, die gleich der Rotationsperiode der Erde ist und einer Orbital-Exzentrizität von ungefähr Null (d. h. eine "kreisförmige Umlaufbahn"). Ein Objekt in einer geostationären Umlaufbahn erscheint für Bodenbeobachter bewegungslos, an einer festen Position am Himmel. Trägerraketen platzieren oft Kommunikations- und Wettersatelliten in geostationären Umlaufbahnen, so dass die Satellitenantennen, die mit ihnen kommunizieren, sich nicht bewegen müssen, um sie zu verfolgen, sondern dauerhaft auf die Position am Himmel zeigen können, wo die Satelliten bleiben. Aufgrund der konstanten 0° Breite und Kreisförmigkeit von geostationären Umlaufbahnen unterscheiden sich Satelliten in GEO nur durch ihre Längengrade.
Im Vergleich zur bodengebundenen Kommunikation erfahren alle geostationären Satellitenkommunikationen höhere Latenzzeiten, da das Signal 35,786 km (22,236 Meilen) zu einem Satelliten in geostationärer Umlaufbahn und wieder zurück zur Erde reisen muss. Selbst bei der Lichtgeschwindigkeit (etwa 300.000 km/s oder 186.000 Meilen pro Sekunde) kann diese Verzögerung bedeutend erscheinen. Wenn alle anderen Signalverzögerungen eliminiert werden könnten, dauert es immer noch etwa 250 Millisekunden (ms) oder etwa ein Viertel einer Sekunde, damit ein Radiosignal zum Satelliten und zurück zum Boden gelangt. Die absolut minimale Gesamtverzögerung variiert, da der Satellit an einem festen Punkt im Himmel bleibt, während bodenbasierte Benutzer direkt darunter sein können (mit einer Hin- und Rücklaufzeit von 239,6 ms) oder weit seitlich des Planeten nahe dem Horizont (mit einer Hin- und Rücklaufzeit von 279,0 ms).
Für ein Internetpaket verdoppelt sich diese Verzögerung, bevor eine Antwort empfangen wird. Das ist das theoretische Minimum. Unter Berücksichtigung anderer normaler Verzögerungen aus Netzwerkquellen ergibt sich eine typische Einwegverbindungslatenz von 500–700 ms vom Benutzer zum ISP, oder etwa 1.000–1.400 ms Latenz für die gesamte Hin- und Rückreisezeit (RTT) zurück zum Benutzer. Das ist mehr, als die meisten Dial-up-Benutzer bei typischerweise 150–200 ms Gesamtlatenz erleben, und viel höher als die typische 15–40 ms Latenz, die Benutzer anderer Hochgeschwindigkeits-Internetdienste, wie Kabel oder VDSL, erfahren.
Für geostationäre Satelliten gibt es keine Möglichkeit, die Latenz zu eliminieren, aber das Problem kann in der Internetkommunikation etwas gemildert werden durch TCP-Funktionen, die die scheinbare Hin- und Rücklaufzeit (RTT) pro Paket verkürzen, indem sie die Feedbackschleife zwischen Sender und Empfänger aufteilen („spoofen“). Bestimmte Beschleunigungsfunktionen sind oft in neueren Technologieentwicklungen enthalten, die in Satelliteninternetgeräte eingebettet sind.
Latenz beeinflusst auch die Initiierung von sicheren Internetverbindungen wie SSL, die den Austausch zahlreicher Datenstücke zwischen Webserver und Webclient erfordern. Obwohl diese Datenstücke klein sind, erzeugen die mehrfachen Hin- und Rückreisen, die beim Handshake beteiligt sind, lange Verzögerungen im Vergleich zu anderen Arten von Internetverbindungen, wie von Stephen T. Cobb in einem 2011 veröffentlichten Bericht dokumentiert, der von der Rural Mobile and Broadband Alliance herausgegeben wurde. Diese Verzögerung erstreckt sich auch auf das Eingeben und Bearbeiten von Daten mit einigen Software-as-a-Service- oder SaaS-Anwendungen sowie auf andere Formen der Online-Arbeit.
Funktionen wie der Live-Interaktive Zugriff auf einen entfernten Computer – wie virtuelle private Netzwerke – können durch die hohe Latenz beeinträchtigt werden. Viele TCP-Protokolle wurden nicht für die Arbeit in Umgebungen mit hoher Latenz entwickelt.

#### Mittlere und niedrige Erdumlaufbahnen
Mittlere Erdumlaufbahn (MEO) und niedrige Erdumlaufbahn (LEO) Satellitenkonstellationen haben nicht solche langen Verzögerungen, da die Satelliten näher am Boden sind. Zum Beispiel:
- Die aktuellen LEO-Konstellationen von Globalstar und Iridium-Satelliten haben Verzögerungen von weniger als 40 ms für die Hin- und Rückreise, aber ihr Durchsatz ist weniger als Breitband mit 64 kbit/s pro Kanal. Die Globalstar-Konstellation umkreist 1.420 km über der Erde und Iridium umkreist in 670 km Höhe.
- Die O3b-Konstellation umkreist in 8.062 km Höhe, mit einer RTT-Latenz von ungefähr 125 ms.[11] Das Netzwerk ist auch für viel höheren Durchsatz mit Links weit über 1 Gbit/s (Gigabits pro Sekunde) ausgelegt. Die kommende O3b mPOWER-Konstellation teilt den gleichen Orbit und wird von 50 Mbps bis zu mehreren Gigabits pro Sekunde an einen einzelnen Benutzer liefern.[12]
- Eine Studie aus dem Jahr 2021 zeigte, dass die Starlink-Satelliten in 550 km Höhe umkreisen, mit einer durchschnittlichen RTT-Latenz von 45 ms.[13] Eine weitere Studie aus dem Jahr 2022 zeigte, dass die Latenz des Starlink-Netzwerks 1,8 ms bis 22,8 ms mehr beträgt als die Latenz terrestrischer Netzwerke, gemäß einer Messstudie, die im Großraum Vancouver durchgeführt wurde.[14]

Zu beachten ist, dass die genauen Messergebnisse variieren können, da der Ausbau
Im Gegensatz zu geostationären Satelliten bleiben LEO- und MEO-Satelliten nicht an einem festen Punkt am Himmel und können von einer niedrigeren Höhe aus ein kleineres Gebiet der Erde "sehen", und so erfordert der kontinuierliche flächendeckende Zugang eine Konstellation vieler Satelliten (Erdnahe Umlaufbahnen benötigen mehr Satelliten als mittlere Erdumlaufbahnen) mit komplexem Konstellationsmanagement, um die Datenübertragung zwischen den Satelliten zu wechseln und die Verbindung zu einem Kunden aufrechtzuerhalten sowie das Tracking durch die Bodenstationen.
MEO-Satelliten erfordern höhere Leistungsübertragungen als LEO, um die gleiche Signalstärke an der Bodenstation zu erreichen, aber ihre höhere Höhe bietet auch weniger Überfüllung der Umlaufbahn, und ihre langsamere Umlaufgeschwindigkeit reduziert sowohl Doppler-Verschiebung als auch die Größe und Komplexität der erforderlichen Konstellation.

## Entwicklung
Breitbandige Satellitenanschlüsse wird es in naher Zukunft immer mehr geben, um als zusätzlichen Baustein neben dem Glasfasernetz die zunehmende Nachfrage nach Daten befriedigen zu können. Während der Glasfaserausbau viel Zeit und hohe Investitionen benötigt, ist Internet über Satellit weitestgehend ortsungebunden und in kürzester Zeit online.

## Anbieter

### Übersicht
| Anbieter                     | Ausstrahlungsbereich                                            | Position             | Produkt                              | Verbindungs- art | Downstream       | Downstream                | Upstream         | Upstream             | Dual Play | Triple Play |
| Anbieter                     | Ausstrahlungsbereich                                            | Position             | Produkt                              | Verbindungs- art | (min)            | (max)                     | (min)            | (max)                | Dual Play | Triple Play |
| ---------------------------- | --------------------------------------------------------------- | -------------------- | ------------------------------------ | ---------------- | ---------------- | ------------------------- | ---------------- | -------------------- | --------- | ----------- |
| Arabsat                      |                                                                 |                      |                                      | 2-Wege           |                  |                           |                  |                      |           |             |
| atrexx                       | Asien, Afrika, Europa, Mittl. Osten, USA                        |                      | 2way2sat LinkStar                    | 2-Wege           | 128 kbit/s       | 2.048 kbit/s              | 64 kbit/s        | 1.024 kbit/s         |           |             |
| Businesscom Networks Limited | Asien, Afrika, Europa, Mittlerer Osten, Nordamerika, Südamerika |                      | „iDirect“–VSAT                       | 2-Wege           | 256 kbit/s       | 8.000 kbit/s              | 64 kbit/s        | 1.000 kbit/s         | Nein      | Nein        |
| CETel GmbH                   | Europa                                                          |                      |                                      | 2-Wege           |                  |                           |                  |                      |           |             |
| Comnet                       | Indien                                                          |                      |                                      | 2-Wege           |                  |                           |                  |                      |           |             |
| dsl2u                        | Europa                                                          |                      | (=Eusanet 2010)                      | 2-Wege           |                  | 3.600 kbit/s              |                  |                      | Nein      | Ja          |
| EgyptSat Telecom             | Afrika                                                          |                      |                                      | 2-Wege           |                  | 18.000 kbit/s             |                  | 4.200 kbit/s         |           |             |
| Eutelsat S.A.                | Europa                                                          | 9° Ost               | konnect                              | 2-Wege           |                  | 100.000 kbit/s            |                  | 6.000 kbit/s         | Ja        | Ja          |
| EUSANET GmbH                 | Europa                                                          |                      | SATSPEED / KA-SAT / VSAT             | 2-Wege           |                  | 30.000 kbit/s             |                  | 6.000 kbit/s         | Ja        | Ja          |
| Filiago                      | Europa                                                          |                      | SES Broadband AVANTI Eutelsat        | 2-Wege           | 10.000 kbit/s    | 30.000 kbit/s             | 256 kbit/s       | 6.000 kbit/s         | Ja        | Ja          |
| Globalstar                   |                                                                 |                      | Sat-Fi                               | 2-Wege           |                  |                           |                  |                      |           |             |
| HughesNet                    | Alaska, Kanada, Puerto Rico, USA                                |                      |                                      | 2-Wege           |                  | 15.000 kbit/s             |                  |                      |           |             |
| Inmarsat                     |                                                                 |                      | Broadband Global Area Network        | 2-Wege           |                  | 700 kbit/s                |                  |                      |           |             |
| IPcopter                     | Europa                                                          |                      | fnp012                               | 2-Wege           |                  | 10.000 kbit/s             |                  | 256 kbit/s           |           |             |
| IPSTAR                       | Asien, Australien                                               |                      | Ultimate-„Vol“                       | 2-Wege           |                  | 4.000 kbit/s              |                  | 2.000 kbit/s         |           |             |
| Iridium                      | Weltweit                                                        |                      | Iridium (-NEXT)                      | 2-Wege           | 2,4 kbit/s       | 128 kbit/s (1.400 kbit/s) | 2,4 kbit/s       | 128 kbit/s           | Ja        | Nein        |
| level421                     | Afrika, Europa                                                  |                      |                                      | 2-Wege           |                  |                           |                  |                      |           |             |
| Novostream GmbH              | Europa                                                          | 28.2° Ost / 9.0° Ost | Astra – KA-SAT / Viasat / O3b mPower | 2-Wege           | keine Drosselung | 16.000 – 50.000 kbit/s    | keine Drosselung | 2.000 – 6.000 kbit/s | Nein      | Nein        |
| OneWeb                       |                                                                 |                      |                                      | 2-Wege           |                  |                           |                  |                      |           |             |
| SAT-Network                  | Europa                                                          |                      |                                      | 2-Wege           |                  | 10.000 kbit/s             |                  | 4.000 kbit/s         | Ja        | Ja          |
| Signalhorn                   | Europa                                                          |                      |                                      | 2-Wege           |                  |                           |                  |                      |           |             |
| SES Astra                    | Europa                                                          | 28.2° Ost            | Astra2Connect                        | 2-Wege           |                  | 25.000 kbit/s             |                  | 2.000 kbit/s         |           |             |
| skyDSL                       | Europa                                                          |                      | skyDSL2+ / KA-SAT / VSAT             | 2-Wege           | 6.000 kbit/s     | 50.000 kbit/s             | 1.000 kbit/s     | 6.000 kbit/s         | Ja        | Ja          |
| SkyGate                      | Europa, mittl. Osten                                            |                      | „Volume“                             | 2-Wege           |                  | 4.096 kbit/s              | Ja               | 256 kbit/s           | Ja        |             |
| Sosat                        | Europa                                                          |                      | AirDSL                               | 2-Wege           |                  | 100.000 kbit/s            |                  | 5.000 kbit/s         |           |             |
| Spacenet                     | Nordamerika                                                     |                      |                                      | 2-Wege           |                  |                           |                  |                      |           |             |
| SpaceX                       | → Verfügbarkeit                                                 |                      | Starlink                             | 2-Wege           |                  |                           |                  |                      |           |             |
| StarDSL                      |                                                                 |                      |                                      |                  |                  |                           |                  |                      |           |             |
| Thuraya                      | Europa, Afrika, Asien, Australien                               |                      | ThurayaIP                            | 2-Wege           | 16 kbit/s        | 444 kbit/s                | 16 kbit/s        | 444 kbit/s           | Nein      | Nein        |
| Vconn / AZ Communication     | Philippinen                                                     |                      | VCONN VSAT                           | 2-Wege           |                  | 1.000 kbit/s              |                  | 512 kbit/s           |           |             |
| Viasat Inc.                  | Nordamerika                                                     |                      | Liberty „GB“                         | 2-Wege           |                  | 25.000 kbit/s             |                  | 3.000 kbit/s         |           |             |

### Konstellationen in niedrigen Erdumlaufbahnen
Neben SpaceX (Starlink) arbeiten unter anderem auch OneWeb (588-6.372 Satelliten), Telesat (ca. 300), Boeing (147), SES Astra (O3b mPower), Amazon (Projekt Kuiper mit 3236 Satelliten), Russland und China an Breitband-Internetkonstellationen.
Die EU beschloss im November 2022 eine Satellitenkonstellation namens Iris² mit bis zu 170 Satelliten zwischen 2025 und 2027 ins All zu bringen. Seit 2019 bietet Iridium NEXT mit lediglich 66 Satelliten bis zu 1,7 MBit/s Bandbreite im L-Band und 8 MBit/s im Ka-Band mit größeren Terminals.